# Gin'iro no Kami no Agito
Origin: Spirits of the Past, coneguda al Japó com a Gin'iro no Kami no Agito (銀色の髪のアギト, Agito de pèl platejat), és una pel·lícula de ciència-ficció d'anime japonesa del 2006 dirigida per Keiichi Sugiyama, escrita per Nana Shiina i Naoko Kakimoto, i produïda per Gonzo. Els proteagonistes tenen les veus de Ryo Katsuji, Aoi Miyazaki, Yūko Kotegawa, Masaru Hamaguchi, Toshikazu Fukawa, Kenichi Endō i Ren Osugi. Es va estrenar al Japó el gener de 2006 i als Estats Units el setembre de 2006 al festival de cinema Fantastic Fest a Austin, Texas.

## Argument
Al segle XXI, l'enginyeria genètica per produir arbres capaços de créixer en condicions àrides i dures ha destruït la Lluna i ha convertit la Terra en un erm ple de plantes; El Japó es converteix en una distòpia, coberta pel bosc, una gran expansió d'arbres intel·ligents que està governada pels Druides, i controla el subministrament d'aigua tant per als arbres com per als humans. Tres segles més tard, l'Agito, un nen jove, el seu pare Agashi i els seus amics Cain i Minka, viuen a Neutral City, una ciutat a la vora del bosc excavada en gratacels en ruïnes. La Ciutat Neutral actua com a amortidor i pont entre el Bosc i la nació militarista de Ragna, que es va establir en una part dels erms buits que ara cobreixen la resta del planeta. Mentre la gent de Neutral City treballa per conviure pacíficament amb els arbres del bosc, Ragna pretén destruir el bosc per restaurar la Terra. Un dia, Agito i Cain corren entre si per veure qui pot arribar primer al pou d'aigua al fons de la ciutat. En pertorbar la santedat del pou d'aigua i enfadar els druides, els dos nois es separen. Després d'ensopegar amb una gran màquina amb beines criogèniques, Agito ressuscita accidentalment Toola, una noia que ha estat adormida durant els segles des que les plantes van arribar a la Terra, i la porta a Neutral City.
Atès que Toola porta un Raban, un dispositiu electrònic personal portàtil capaç de comunicar-se i una varietat d'altres tasques, el bosc tem que Shunack, un soldat de Ragna que va despertar del seu son, utilitzi el seu Raban per localitzar un sistema de desfragmentació ambiental (E.S.T.O.C.) per destruir el bosc. En assabentar-se de l'existència de Toola, Shunack intenta convèncer-la perquè s'uneixi a ell. El Bosc envia una criatura vegetal gegant per aturar la reunió, però Shunack la destrueix i revela que ha estat "millorat": es va deixar alterar genèticament pel Bosc per fer-se més fort utilitzant el poder dels arbres. Convençut que trobar E.S.T.O.C. és l'única manera de restaurar la Terra al món que abans va conèixer, Toola s'uneix a Shunack en la seva recerca sobre les objeccions d'Agito. L'Agito consulta el seu pare Agashi, el fundador de Neutral City que, com a resultat d'haver estat millorat i d'haver abusat dels seus poders, s'ha convertit gairebé completament en un arbre. Quan queden pocs dies abans de convertir-se completament en un arbre, Agashi anima el seu fill a salvar el bosc del pla de Shunack, ja que destruir els arbres, ja que controlen l'aigua, significaria la destrucció de la humanitat. Agito viatja al bosc i es deixa millorar, i com a resultat el seu cabell es torna platejat.
Agito segueix a Shunack i Toola fins a E.S.T.O.C., un volcà gegant convertit en una arma mòbil mecanitzada pel pare de Toola, el doctor Sakul, el metge que havia començat la investigació genètica dels arbres. Un holograma del Dr. Sakul explica la història de com la investigació va conduir a l'estat actual del món, i va crear E.S.T.O.C. com la millor salvaguarda possible contra els arbres alterats. Després de trair l'exèrcit Ragna, Shunack revela que, com un dels científics que va treballar en els experiments d'alteració genètica originals fa segles, la seva impaciència per accelerar el procés d'alteració va donar lloc a la catastròfica invasió dels arbres mutants. Shunack té la intenció d'utilitzar E.S.T.O.C. per restaurar la Terra i endreçar la culpa que l'assoleix des d'aleshores, i planeja activar E.S.T.O.C. prop de la ciutat neutral. En adonar-se d'això, Toola intenta sense èxit impedir que Shunack activi E.S.T.O.C. Quan l'exèrcit de Ragna comença el seu assalt a E.S.T.O.C., Agito s'enfronta a Shunack. Es transforma en un arbre per salvar a Toola, absorbint a Shunack al seu cos. Toola tanca l'E.S.T.O.C., fent que automàticament s'autodestrueixi, però després d'haver desenvolupat forts sentiments per Agito, Toola no pot marxar sense ell.
Mentrestant, la consciència d'Agito roman intacta en un altre pla, i allí el Bosc li revela la veritat sobre la relació entre ell mateix i els humans. Agito s'assabenta que la barreja genètica que dona als humans una força extraordinària i que finalment els converteix en arbres és realment un intercanvi bidireccional; també canvia el bosc, fent que els arbres donin a llum nous humans en fruits gegants. Havent-se convertit en un amb el bosc, Shunack està ara en pau i ja no té intenció de lluitar contra Agito. En adonar-se que Agito pot ensenyar a la humanitat que no hi ha necessitat d'hostilitat ni de separació entre ells i els arbres, el bosc torna Agito a la seva veritable forma, permetent-li a ell i a Toola fugir de la destrucció d'E.S.T.O.C. Amb els humans i el bosc salvats, Agito porta la pau entre els humans i els arbres. Toola finalment deixa anar el seu passat llançant el seu Raban d'una cornisa cap a les profunditats del bosc, aprenent per fi a viure en harmonia amb els arbres.

## Repartiment
| Personatge   | Doblador japonès | Doblador anglès      |
| ------------ | ---------------- | -------------------- |
| Agito        | Ryō Katsuji      | Christopher Patton   |
| Young Agito  | Yumiko Kobayashi |                      |
| Toola        | Aoi Miyazaki     | Carrie Savage        |
| Yolda        | Yūko Kotegawa    | Pam Dougherty        |
| Cain         | Masaru Hamaguchi | John Burgmeier       |
| Hajan        | Toshikazu Fukawa | Christopher Sabat    |
| Shunack      | Kenichi Endō     | Robert McCollum      |
| Agashi       | Ren Ōsugi        | R. Bruce Elliot      |
| Minka        | Omi Minami       | Laura Bailey         |
| Jessica      | Atsuko Yuya      | Colleen Clinkenbeard |
| Bērui        | Kurumi Mamiya    | Luci Christian       |
| Zērui        | Tomoko Kaneda    | Monica Rial          |
| Doctor Sakul | Hideyuki Tanaka  | Kent Williams        |
| Nabe Oyagi   | Mugihito         | Grant James          |
| Agohige      | Katsuhisa Hōki   |                      |
| Kuchihige    | Takehiro Koyama  |                      |
| Oyakata      | Hiroshi Naka     |                      |
| The Soldier  | Mitsuaki Hoshino |                      |
| Announcer    | Yukari Horie     |                      |

## Banda sonora
La banda sonora de la pel·lícula va ser composta per Taku Iwasaki i estrenada el 7 de gener de 2006 per Victor Entertainment. La partitura va ser interpretada per l'Orquestra Filharmònica de Varsòvia.
Totes les peces compostes per Taku Iwasaki, excepte on s'indiqui.
1. "Mori no Kioku"
2. "Chouwa oto (With Reflection)" (Kokia)
3. "Agito to Kain"
4. "Doruido"
5. "Toola"
6. "Dai Kouzui"
7. "Chuuritsu Toshi"
8. "Taizai Kyoka"
9. "Ragna Gun"
10. Houshi Katsudou"
11. "Agito to Toola 1"
12. "Agashi"
13. "Kako Kara Kita Otoko"
14. "Sudachi"
15. "Toria City"
16. "Minka no Kanashimi"
17. "Kikan Shinden"
18. "Kyouka Karada"
19. "Agito to Toola 2"
20. "Chikara no Bousou"
21. "Yolda no Omoi"
22. "Tsuki ga Kowareta Hi"
23. "Chikyuu Ryokka Project"
24. "Istolk Shidou"
25. "Soukougeki"
26. "Istolk wo Yamero"
27. "Dai Funka (Agito to Toola 3)"
28. "Boku Tachi no Mirai no Tame ni"
29. "Mori to Nin wo Tsunagu Mono"
30. "Ai no Melody (Soundtrack Version)" (Kokia)
31. "M-10a – M-10b"
32. "M-21a"
33. "M-21b"
34. "M-23"

## Recepció
Anime News Network va valorar l'animació de la pel·lícula i la va descriure com "visualment i audiblement, Origin és tot el que s'ha d'esperar d'una producció de gamma alta de Gonzo : gran art, animació de qualitat, treballs de CG excel·lents i ben integrats i una banda sonora ambiciosa És, de fet, la pel·lícula d'anime més impressionant que ha sortit a Amèrica del Nord des de Steamboy.